# محسن رفیق‌دوست
محسن رفیق‌دوست (زادهٔ ۱۳۱۹) نظامی ایرانی است که از بنیانگذاران سپاه پاسداران انقلاب اسلامی بوده و از ۱۳۵۷ تا ۱۳۶۱ رئیس ادارهٔ تدارکات آن بود. وی از ۱۳۶۱ تا ۱۳۶۷ نخستین وزیر سپاه پاسداران بود و در فاصلهٔ سال‌های ۱۳۶۸ تا ۱۳۷۸ به‌عنوان رئیس بنیاد مستضعفان و جانبازان فعالیت می‌کرد. وی پیش از وقوع انقلاب ۱۳۵۷ از اعضای جمعیت مؤتلفهٔ اسلامی بود.
رفیق‌دوست در اسفند ۱۴۰۳ مدعی شد که دستور ترور تعدادی از مخالفان جمهوری اسلامی توسط وی صادر شده و عملیات ترور آن‌ها را خودش هدایت کرده است.

## زندگی

### پیش از انقلاب
رفیق‌دوست تحصیلات ابتدایی را در دبستان رازی در میدان خراسان، خیابان لرزاده گذراند و در دبیرستان بهبهانی در محلهٔ سرچشمه مشغول تحصیل بود که در سال دوم به دلیل فعالیت سیاسی اخراج شد. گفته می‌شود وی در جریان نهضت ملی‌شدن صنعت نفت ایران از محمد مصدق حمایت می‌کرده است، ولی وقتی میان مصدق و کاشانی اختلاف می‌افتد به سید ابوالقاسم کاشانی گرایش پیدا می‌کند. رفیق‌دوست در زمان ملی شدن صنعت نفت ده ساله بوده است.
محسن رفیق‌دوست در سال ۱۳۴۸ با سعید محسن و محمد حنیف‌نژاد از سران سازمان مجاهدین خلق ایران ارتباط یافت و به همراه سید علی اندرزگو به همکاری با آن‌ها پرداخت. این همکاری در زمینهٔ تأمین اسلحه و مهمات سازمان مجاهدین خلق از لبنان و واردات آن‌ها به ایران از راه‌هایی مثل کردستان عراق بود. این همکاری تا سال ۱۳۵۴ یعنی زمانی که بیشتر رهبران مجاهدین خلق در زندان بوده و مسئلهٔ تغییر ایدئولوژی آن‌ها به وجود آمد، ادامه داشت. پس از آن وی دستگیر شد و در زندان به جمعیت مؤتلفهٔ اسلامی پیوست. خود او ادعا می‌کند که نقشهٔ ترور ارتشبد نعمت‌الله نصیری رئیس ساواک را کشیده بود اما سرانجام این طرح اجرا نشد.

### پس از انقلاب
رفیق‌دوست در روز ۱۲ بهمن ۱۳۵۷، رانندهٔ خودروی شورولت بلیزر آمریکایی سید روح‌الله خمینی در بدو ورود به ایران بود. یکی از سمت‌های او پس از انقلاب در مدرسهٔ علوی، صدور احکام لازم برای تصرف اموال و اماکن ثروتمندان ایران بود. با توجه به این‌که بیشتر افراد نزدیک به حکومت پهلوی از ایران خارج شده بودند، املاک و دارایی‌های آن‌ها بی‌صاحب مانده بود. وی در مقام مسئول تدارکات مدرسهٔ علوی و مدرسهٔ رفاه، بیشتر درگیر صدور احکام مختلف برای تصرف و تملک آن دارایی‌ها بود.

#### سپاه
در همان روزهایی که وی در مدرسهٔ رفاه فعالیت می‌کرد، سید محمد بهشتی و مرتضی مطهری به وی اطلاع دادند که خمینی، فرمانی برای تشکیل سپاه زیر نظر دولت موقت صادر کرده است و وی باید کارها را در مدرسهٔ رفاه و علوی رها کند و به آن سپاه بپیوندد.
محسن رفیق‌دوست در مصاحبه‌ای که با ایسنا داشته است، فکر تشکیل سپاه به عنوان نیرویی برای حراست از انقلاب اسلامی در حال پیروزی را ایدهٔ محمد منتظری معرفی می‌کند. بنا به گفتهٔ خود وی، اگر ۵ یا ۱۰ نفر در تأسیس سپاه پاسداران نقش برجسته‌ای داشته باشند، نقش وی، نقش اول است.

##### خریدهای تسلیحاتی
محسن رفیق‌دوست در دوران جنگ ایران و عراق مسئول اصلی تدارکات و خرید اسلحه برای سپاه پاسداران بود و با روابطی که با کشورهای سوریه، لیبی، اراضی فلسطینی، آرژانتین و کشورهای بلوک شرق (مانند چین، کرهٔ شمالی، بلغارستان، لهستان، مجارستان و آلمان شرقی) برقرار کرد، توانست مقادیر زیادی سلاح برای ایران خریداری کند یا مانند کرهٔ شمالی و آلمان شرقی نسیه و در مواردی (مانند لیبی) سلاح رایگان بگیرد. به گفتهٔ محسن رفیق‌دوست، وی از ماجرای مک‌فارلین بی‌خبر بوده و سلاح‌هایی که ایران تحویل گرفته نیز اکثراً خراب بوده‌اند که پس از تعمیر قابل استفاده شدند. ماجرای مک‌فارلین بخشی از خریدهای ارتش ایران بود که تجهیزات آن آمریکایی و اروپایی بود و مسئول خرید مجزا داشت و به دلیل تحریم‌ها توافق‌های خرید تسلیحات، محرمانه انجام می‌شد. رفیق‌دوست همچنین خرید هر نوع سلاح برای سپاه پاسداران از اسرائیل را انکار می‌کند. هر چند مستنداتی دال بر خرید سلاح از اسرائیل از طریق کشورهای واسطه ارائه شده است که ظاهراً برای ارتش بوده است. وی همچنین طی ملاقاتی که با مدیران شرکت ژاپنی ماروبنی داشت، توانست مقدار زیادی فولاد بدون ضامن از این شرکت به نسیه بگیرد. به گفتهٔ رفیق‌دوست، بدهی ایران به آلمان شرقی در پایان جنگ حدود ۹۰ میلیون دلار بود که وی از پرداخت یا عدم پرداخت آن بی‌اطلاع است.
محسن رفیق‌دوست همچنین در سفری که به لیبی داشت توانست به شرط شلیک ۲ موشک به سمت عربستان سعودی، از معمر قذافی ۳۰ موشک اسکاد-بی در ۳ نوبت دریافت کند. وی همچنین در سفری که با حسن طهرانی‌مقدم به کرهٔ شمالی داشت، توانست پس از ملاقات با کیم ایل سونگ ۸ فروند موشک اسکاد-بی و سکوی پرتاب خریداری کند که این همکاری در آینده به انتقال فناوری موشک بومی‌سازی‌شدهٔ کره‌ای هواسونگ ۵ که بر اساس اسکاد-بی ساخته شده بود نیز انجامید.
وی همچنین در اوایل تشکیل سپاه سلاح سبک و گرم از اسپانیا خریداری کرد که اولین خرید سلاح او برای سپاه پاسداران بود که با کشتی یونانی به ایران وارد می‌شدند.
محسن رفیق‌دوست از بنیان‌گذاران صنایع نظامی و اسلحه‌سازی در ایران پس از انقلاب بود و در چند نوبت ۲۰ هزار تن شمش سورن از مکزیک خریداری کرد که برای ساخت توپ و خمپاره مورد نیاز است و ظرف ۲۲ روز به ایران تحویل شدند که در این حین ۳ هزار دستگاه کپی‌تراش نیز برای تولید این مهمات وارد کرد. وی همچنین تعدادی ایرانی برای آموزش عینی و بدون یادداشت ساخت موشک تاو با مشاهدهٔ خام از کارخانجات آرژانتینی اعزام کرد.

#### بنیاد مستضعفان و بنیاد نور
رفیق‌دوست از ابتدای تشکیل بنیاد مستضعفان در سال ۱۳۵۷ رئیس این بنیاد بوده است و همچنان با درجهٔ سرتیپی عضو سپاه پاسداران است و هنوز عضو هیئت امنای بنیاد مستضعفان است.
وی پس از برکناری از بنیاد مستضعفان در سال ۱۳۶۸ شخصاً بنیاد نور را تأسیس کرد که به فعالیت در زمینهٔ دارو و ساختمان‌سازی می‌پردازد.
رفیقدوست برای مدتی مالک شرکت داروسازی لقمان بود، ولی پس از مدتی آن را فروخت. همچنین نام وی در فهرست اعضای هیئت مؤسس دانشگاه علوم پزشکی فاطمیهٔ قم به چشم می‌خورد.

## اتهامات

### قتل
رفیق‌دوست در خاطرات خود از قتل فردی می‌نویسد که از «چماقداران حکومت پهلوی» و معروف به عضویت در ساواک بوده است. رفیق‌دوست ادعا می‌کند که روزی مشاهده کرده این فرد با چماق یک پیرمرد روحانی را بر زمین انداخته و به عمامهٔ وی لگد زده و در همین زمان تصمیم به قتل او می‌گیرد. وی مدعی است که از سید محمدهادی میلانی، مرتضی مطهری و محمدرضا مهدوی کنی برای انجام این قتل اجازه گرفته است که البته در زمان بیان این ادعا فقط نفر آخر در قید حیات بوده است. وی واقعه را چنین شرح می‌دهد:
«من لحظه‌ای وارد فیضیه شدم که فیضیه قتلگاه شده بود، بعد از فیضیه بیرون آمدیم و داشتیم به‌سمت حرم می‌رفتیم. یک روحانی سید داشت از حرم بیرون می‌آمد و این‌قدر خم شده بود که عمامه را پشت سرش گذاشته بود و چوبی مانند عصا هم داشت که شاید بالای ۹۰ سال سن داشت و خیلی لاغر و نحیف بود. این ساواکی که خیلی هیکل درشتی داشت با چماق محکم به کمر این روحانی سید زد و چندین بار هم به این روحانی لگد زد. این روحانی هم همین‌جا افتاد. من نفهمیدم چه اتفاقی برای آن سید روحانی افتاد ولی این‌قدر ضعیف و نحیف بود که فکر می‌کنم از دنیا رفت.»
او چگونگی انجام قتل را چنین شرح می‌دهد: «یک شبی که به‌شدت باران می‌آمد، شاید یکی از شب‌هایی بود که توی تهران کمتر آن جور باران می‌آید. البته من چند شبی کشیک او را کشیدم با یک چماق حسابی و چون کمتر شبی بود که این مست نباشد. بالاخره او، از ماشین پیاده شد، می‌خواست برود خانه‌اش. من مخفی شده بودم و با چماق زدم توی سر این. او افتاد و یک هفت هشت تا چماق دیگر هم زدم توی سر و کلهٔ این و هلش دادم افتاد توی جوی آب و رفتم. فردای آن روز شایع شد که یک جنازه‌ای توی میدان شوش توی آب‌ها پیدا شده و ان‌شاءالله خدا قبول کند…»

### فرماندهی عملیات ترور مخالفان جمهوری اسلامی
در مصاحبهٔ سال ۱۴۰۳ با تاریخ شفاهی دیده‌بان ایران، رفیق‌دوست گفت که «فرمانده» ترور شخصیت‌هایی چون شاپور بختیار، فریدون فرخزاد، غلامعلی اویسی، و شهریار شفیق بوده است، در حالی که حکومت ایران هرگز مسئولیت این ترورها را نپذیرفته است. او همچنین از تهدید وزیر خارجه فرانسه برای آزادی انیس نقاش (عامل ترور ناکام بختیار) سخن گفت و در عین حال تأکید کرد که اغلب ترورهای خارج از کشور در دادگاه‌های داخلی حکمشان داده شده بود. رفیق‌دوست گفت برای انجام این ترورها، از جدایی‌طلبان باسک استفاده کرده‌اند. او همچنین گفت پیش از انقلاب ۱۳۵۷ با مجوز «چند تن از علما» یک مأمور ساواک را که در حمله به مدرسه فیضیه دست داشت، با زدن «چماق» به سرش کشته است.
در واکنش به این اظهارات بی‌سابقه، دفتر او و حزب مؤتلفه اسلامی سخنان رفیق‌دوست را به عوارض جراحی مغز او نسبت دادند و سخنگوی سپاه پاسداران ادعاهای او را تکذیب کرد. دفتر محسن رضایی هم ادعاهای رفیق‌دوست مبنی بر دست داشتن رضایی در ترور اول بختیار که ناموفق بود را تکذیب کرد.

### بنیاد نور
رفیق‌دوست رئیس بنیادی خصوصی به نام نور است. بنیاد نور حامی مالی تشکیلاتی به نام مؤسسهٔ خیریهٔ گل یاس بود که مسئولان آن به همراه هادی منتظری مقدم در پی فرار یکی از دختران از این مرکز به اتهام تجاوز و سوءاستفادهٔ گسترده از دختران دستگیر و محاکمه شدند.

### اختلاس‌ها و توقیف اموال
اموال وی در پرونده‌هایی چون تعاونی مسکن دانشگاه آزاد تبریز، تعاونی مسکن دانشگاه تهران و پروژهٔ سعادت‌آباد توقیف شده‌اند.

## خانواده
برادر محسن رفیق‌دوست، مرتضی رفیق‌دوست، در سال ۱۳۷۴ در پروندهٔ اختلاس ۱۲۳ میلیارد تومانی مجرم شناخته شده و به حبس ابد محکوم شد. مرتضی البته پس از حدود ۱۰ سال از زندان آزاد شد. متهم اول این پرونده فاضل خداداد اعدام شد. فرزند محسن رفیق‌دوست، یاسر رفیق‌دوست، به فعالیت اقتصادی در اتحادیهٔ باشگاه‌های فوتبال ایران مشغول بوده است. داماد محسن رفیق‌دوست، محمود محتشمی‌پور است، که برادرزن سید مصطفی تاج‌زاده است.